# Volkswagen Fox
Volkswagen Fox su više imena automobila Volkswagena. Aktualni europski model se proizvodi od 2005. godine.

## Modeli
- VW Fox (Sjeverna Amerika; 1986. – 1993.)
- VW Fox (Južnoafrička Republika; 1982.)
- VW Polo Fox (1982. – 1996.)
- Audi Fox (SAD; 1972. – 1979.)
- VW Spacefox (aktualni modeli u Latinskoj Americi)
- VW Crossfox (aktualni modeli u Latinskoj Americi)